# Prosimulium
Prosimulium (лат.) — голарктический род двукрылых из семейства мошек, насчитывающий 78 видов. Число хромосом — 6 (диплоидный набор) или 9 (триплоидный набор). Триплоидные виды развиваются партеногенетически и им не нужна кровь для развития яиц. Некоторые виды переносят простейших — паразитов птиц.

## Описание
Мошки преимущественно чёрного цвета без серебристых пятен. Длина тела — от 2 до 9,5 мм. Ширина головы равна ширине груди. У самцов глаза соприкасаются, редко между ними может быть узкая лобная полоска. У самок глаза разделены широким лбом. Усики жгутовидные, состоят из 10 члеников. Ротовой аппарат самок большинства видов режуще-лижущий, приспособленный к разрезанию кожи и слизыванию крови. Исключение составляют виды, близкие к Prosimulium macropyga, не способные к кровососанию. Крылья на концах закруглены.
Отличительной особенностью рода Prosimulium является разветвлённый на вершине сектор радиуса (Rs). Так называется жилка, образованная слившимися радиальными жилками со второй по пятую. На трёх передних жилках расположены волоски, но нет шипиков, как у близких родов. Ноги длинные. Первый членик задней лапки расширен. У самцов он шире голени, у самок немного у́же. У самцов гонококситы длиннее гоноситилей. На вершинах гоностилей расположены один или два шипа. Генитальные пластинки самок удлинённые и заострённые на вершине. У самок — очень длинный яйцеклад, позволяющий им откладывать яйца внутрь субстрата (влажную почву или мхи), а не на его поверхность, как это делают многие другие мошки. На воду откладывают яйца самки видов Prosimulium hirtipes, Prosimulium exigens и Prosimulium multidentatum.
Голова личинок тёмная. Длина тела — 7—9 мм. На субментуме — три крупных зубца. Срединный зубец рассечён на три части. Усики короткие и толстые. Вырез головной капсулы на брюшной стороне неглубокий, полулунный. У куколки дыхательный орган состоит из 14—28 ветвящихся выростов. Длина куколки — 3—5 мм. На заднем конце тела имеются два сильных зубца. Яйца у Prosimulium крупные, от 0,35 до 0,54 мм, в то время как у большинства других мошек их размер составляет 0,15—0,30 мм.

## Образ жизни
Развитие личинок и куколок происходит в холодных горных и предгорных водотоках. В случае пересыхания водотока в летнее время личинки могут длительное время находится в донных отложениях в неактивном состоянии. В течение года развивается одно поколение. Самки большинства представителей рода являются кровососами. Личинки холодостойкие. Встречаются большими группами, окружённые бесформенными шёлкоподобными коконами. Личинки Prosimulium окукливаются в конце зимы или ранней весной и вылетают раньше остальных родов мошек. Это связано с тем, что они способны питаться и расти даже низкой температуре воды, когда развитие других видов мошек приостанавливается. Такая особенность даёт им конкурентное преимущество в борьбе за прокормителя.
Перед спариванием имаго образуют предкопуляционные рои вокруг деревьев. Для триплоидных видов характерно партеногенетическое развитие, без оплодотворения, яйца созревают ещё до выхода имаго из кокона. Эти виды являются некровососущими. Такая особенность встречается у многих арктических видов этого рода. Самки кровососущих видов нападают на млекопитающих и птиц. От мест выплода мошки отлетают максимально на расстояние до 7—8 км. Степень автогенности (необходимости принятия крови для развития яиц) очень сильно варьирует между популяциями внутри вида.
Естественными врагами мошек рода Prosimulium являются мермитиды Gastromermis viridis, Homermis wisconsinensis и Mesomermis flumenalis и микроспоридии Caudospora simulii и Weiseria laurenti, энтомопатогенные грибы Coelomycidium simulii, Genistellospora homothallica, Pythiopsis cymosa и Harpella melusinae, а также вирусы ядерного полиэдроза. На взрослых мошек нападают муравьи рода Formica в момент выхода их из куколки .
Некоторые виды рода Prosimulium являются переносчиками простейших Trypanosoma avium и Leucocytozoon sp., паразитирующих в птицах.

## Систематика
В мировой фауне известно 78 вида. Некоторые виды являются сборными. Петер Адлер и Роджер Кросски выделили внутри рода три группы hirtipes, macropyga и magnum. Группу macropyga российский энтомолог Алексей Владимирович Янковский рассматривал как самостоятельный род Taeniopterna. По мнению Кросски, род Prosimulium — один из самых древних в семействе, морфологически близок ископаемому роду Simulimima, жившему в юрском периоде.

### Кариосистематика
Диплоидный набор состоит из шести хромосом. У некоторых видов отмечена триплоидность. Диплоидность характерна для группы hirtipes (например Prosimulium frontatum, Prosimulium rachiliense, Prosimulium luganicum и Prosimulium hirtipes), а триплоидный для группы macropyga (например Prosimulium macropyga и Prosimulium ursinum). Лидия Архиповна Чубарева предложила диплоидные виды группы macropyga (например Prosimulium ventosum) перенести в группу hirtipes, а триплоидные виды группы hirtipes рассматривать в группе macropyga (например Prosimulium pecticrassum). Представители рода Prosimulium кариологически отличаются от других мошек особенностями строения политенных хромосом. Первая хромосома связана с ядрышком деспирализованной расширенной зоной. Вторая хромосома в средней зоне имеет хорошо заметные пуфы (расширения). Третья хромосома — на конце веерообразная.

### Список видов
Данный список составлен по монографии Петера Адлера и Роджера Кросски.
- Группа видов hirtipes
  - Prosimulium albense Rivosecchi, 1961
  - Prosimulium anatoliense Adler & Şirin, 2015
  - Prosimulium albense Rivosecchi, 1961
  - Prosimulium anatoliense Adler & Şirin, 2015
  - Prosimulium approximatum Peterson, 1970
  - Prosimulium arshanense Rubtsov, 1956
  - Prosimulium arvum Adler & Kim, 1985
  - Prosimulium calabrum Rivosecchi, 1966
  - Prosimulium clandestinum Adler, Currie & Wood, 2004
  - Prosimulium daviesi Peterson & DeFoliart, 1960
  - Prosimulium doveri Sommerman, 1962 [1961]
  - Prosimulium esselbaughi Sommerman, 1964
  - Prosimulium fontanum Syme & Davies, 1958
  - Prosimulium formosum Shewell, 1959
  - Prosimulium frohnei Sommerman, 1958
  - Prosimulium frontatum Terteryan, 1956
  - Prosimulium fulvipes  (Edwards, 1921)
  - Prosimulium fulvithorax Shewell, 1959
  - Prosimulium fulvum  (Coquillett, 1902)
  - Prosimulium fuscum Syme & Davies, 1958
  - Prosimulium gigas Rubtsov, 1956
  - Prosimulium hirtipes (Fries, 1824)
  - Prosimulium idemai Adler, Currie & Wood, 2004
  - Prosimulium irritans Rubtsov, 1940
  - Prosimulium isos Rubtsov, 1956
  - Prosimulium jacuticum Rubtsov, 1973
  - Prosimulium jezonicum (Matsumura, 1931)
  - Prosimulium kanii Uemoto, Onishi & Orii, 1973
  - Prosimulium kiotoense Shiraki, 1935
  - Prosimulium latimucro (Enderlein, 1925)
  - Prosimulium liaoningense Sun & Xue, 1994
  - Prosimulium luganicum Rubtsov, 1956
  - Prosimulium minifulvum Adler, Currie & Wood, 2004
  - Prosimulium mixtum Syme & Davies, 1958
  - Prosimulium nevexalatamus Sun, 2008
  - Prosimulium petrosum Rubtsov, 1955
  - Prosimulium rachiliense Djafarov, 1954
  - Prosimulium rhizophorum Stone & Jamnback, 1955
  - Prosimulium rufipes (Meigen, 1830)
  - Prosimulium rusticum Adler, Currie & Wood, 2004
  - Prosimulium saltus Stone & Jamnback, 1955
  - Prosimulium secretum Adler, Currie & Wood, 2004
  - Prosimulium shewelli Peterson & DeFoliart, 1960
  - Prosimulium tomosvaryi (Enderlein, 1921)
  - Prosimulium transbrachium Adler & Kim, 1985
  - Prosimulium travisi Stone, 1952
  - Prosimulium tridentatum Rubtsov, 1940
  - Prosimulium unispinum Rubtsov, 1967
- Группа видов macropyga
  - Prosimulium candicans Rubtsov, 1956
  - Prosimulium erythronotum Rubtsov, 1956
  - Prosimulium intercalare Rubtsov, 1956
  - Prosimulium kolymense Patrusheva, 1975
  - Prosimulium macropyga  (Lundström, 1911)
  - Prosimulium nenetz Yankovsky, 2011
  - Prosimulium neomacropyga Peterson, 1970
  - Prosimulium oligoaristatum Rubtsov, 1971
  - Prosimulium pamiricum Chubareva & Petrova, 1983
  - Prosimulium pecticrassum Rubtsov, 1956
  - Prosimulium tiksi Yankovsky, 2011
  - Prosimulium tredecimfistulatum Rubtsov, 1956
  - Prosimulium ursinum  (Edwards, 1935)
  - Prosimulium ventosum Rubtsov, 1956
- Группа видов magnum
  - Prosimulium albionense Rothfels, 1956
  - Prosimulium apoina Ono, 1977
  - Prosimulium canutum Adler, Currie & Wood, 2004
  - Prosimulium caudatum Shewell, 1959
  - Prosimulium constrictistylum Peterson, 1970
  - Prosimulium dicentum Dyar & Shannon, 1927
  - Prosimulium dicum Dyar & Shannon, 1927
  - Prosimulium exigens Dyar & Shannon, 1927
  - Prosimulium flaviantennus  (Stains & Knowlton, 1940)
  - Prosimulium impostor Peterson, 1970
  - Prosimulium karibaense Ono, 1980
  - Prosimulium longirostrum Currie, Adler & Wood, 2004
  - Prosimulium magnum Dyar & Shannon, 1927
  - Prosimulium multidentatum  (Twinn, 1936)
  - Prosimulium sarurense Ono, 1976
  - Prosimulium uinta Peterson & DeFoliart, 1960
  - Prosimulium unicum  (Twinn, 1938)
  - Prosimulium yezoense Shiraki, 1935

## Распространение
Ареал рода охватывает голарктическую зоогеографическую область. Представители группы hirtipes встречаются в США и Канаде, Европе и Северной Африке, Кавказе, Сибири и на Дальнем Востоке. Группа macropyga распространена в Северной Европе, Сибири, Средней Азии, Монголии, Аляске и севере Канады. Виды группы magnum отмечены в Канаде, США и Японии.